# NGC 330
NGC 330 је расејано звездано јато у сазвежђу Тукан које се налази на NGC листи објеката дубоког неба.
Деклинација објекта је - 72° 27' 44" а ректасцензија 0h 56m 19,8s. Привидна величина (магнитуда) објекта NGC 330 износи 9,6. NGC 330 је још познат и под ознакама ESO 29-SC24.